# Wagneriopteris
Wagneriopteris es un género de helechos perteneciente a la familia Tectariaceae.

## Taxonomía
El género fue descrito por Á.Löve & D.Löve y publicado en Taxon 26(2–3): 325. 1977. La especie tipo es: Wagneriopteris simulata (Davenp.) Á. Löve & D. Löve

## Especies aceptadas
A continuación se brinda un listado de las especies del género Wagneriopteris aceptadas hasta enero de 2013, ordenadas alfabéticamente. Para cada una se indica el nombre binomial seguido del autor, abreviado según las convenciones y usos:
- Wagneriopteris angulariloba (Ching) Á. Löve & D. Löve
- Wagneriopteris beddomei (Baker) Á. Löve & D. Löve
- Wagneriopteris japonica (Baker) Á. Löve & D. Löve
- Wagneriopteris nipponica (Franch. & Sav.) Á. Löve & D. Löve
- Wagneriopteris ogasawarensis (Nakai) Á. Löve & D. Löve
- Wagneriopteris simulata (Davenp.) Á. Löve & D. Löve